# Miconia vilhenensis
Miconia vilhenensis är en tvåhjärtbladig växtart som beskrevs av John Julius Wurdack. Miconia vilhenensis ingår i släktet Miconia och familjen Melastomataceae. Inga underarter finns listade i Catalogue of Life.